# Szentkozmadombja, Zala
Szentkozmadombja  este un sat în districtul Zalaegerszeg, județul Zala, Ungaria, având o populație de 66 de locuitori (2011). 

## Demografie
Componența etnică a satului Szentkozmadombja
     Maghiari (95,65%)
     Germani (4,35%)
Componența confesională a satului Szentkozmadombja
     Romano-catolici (84,85%)
     Fără religie (9,09%)
     Necunoscută (6,06%)
Conform recensământului din 2011, satul Szentkozmadombja avea 66 de locuitori. Din punct de vedere etnic, majoritatea locuitorilor (95,65%) erau maghiari, cu o minoritate de germani (4,35%).  Din punct de vedere confesional, majoritatea locuitorilor (84,85%) erau romano-catolici, cu o minoritate de persoane fără religie (9,09%). Pentru 6,06% din locuitori nu este cunoscută apartenența confesională.